# Есперанса (1915)
„Есперанса“ (на ладино: La Esperansa, в превод Надежда) е сефарадски еврейски вестник, излизал в Солун, Гърция, от 1915 година.
Вестникът е седмичник и редактори са му Йосиф Узиел, Аврам Реканати, Исак Молхо и Исак Албо. Стои на ционистки позиции и покрива националистическата проблематика на ционистката организация. Особено внимание отделя на училищното образование. Дава съвети за опазване на правата на евреите срещу държавния натиск.